# آب‌شکاف هندی
آب‌شکاف هندی (نام علمی: Rynchops albicollis) گونه‌ای آب‌شکاف است که بومی شبه‌قاره هند به‌شمار رفته و پراکنش آن در آن منطقه به صورت مناطق کوچک جدا از هم است. این پرنده در کرانه‌های جنوبی ایران نیز دیده می‌شود.

## توصیف ظاهری
طول بدن آب‌شکاف هندی ۴۰ تا ۴۳ سانتیمتر و بازهٔ بال‌های آن ۱۰۸ سانتی‌متر است. این پرنده سر سیاه، پس سر، پیشانی و گلوی سفید دارد. روتنه سیاه است، لبه بال سفید، و خط سیاهی از وسط دمگاه تا انتهای دم سفیدش کشیده شده‌است. پاها و ساق‌های آن سرخ‌رنگ هستند. زیرتنه خاکستری و منقار به رنگ قرمز است. پرندهٔ جوان دارای روتنهٔ قهوه‌ای تیره و منقار قهوه‌ای تیره است. آب‌شکاف هندی تنها پرنده‌ای است که نیم‌نوک پایینی آن بزرگتر از نیم‌نوک بالایی است.

## زیستگاه
آب‌شکاف هندی در دریاها زندگی می‌کند و کمتر در کنار ساحل دیده می‌شود. در ایران در خلیج فارس و دریای عمان دیده شده‌است.